# Peter Schmoll und seine Nachbarn
Peter Schmoll und seine Nachbarn (título original en alemán; en Idioma italiano, Peter Schmoll y sus vecinos) es un singspiel en dos actos con música de Carl Maria von Weber y libreto de Joseph Türk en alemán basado en una novela de C. G. Cramer.
Se trata de la tercera ópera de Weber y la primera cuya música ha sobrevivido. Fue escrita en 1802 cuando el compositor solo tenía 15 años y se estrenó en Augsburgo al año siguiente. La ópera mezcla diálogo hablado y números musicales. 
Esta ópera no aparece en las estadísticas de Operabase representada en el período 2005-2010.

## Grabación
- Peter Schmoll und seine Nachbarn Busching/Schmidt/Pfeffer, Orquesta Filarmónica de Hagen, Gerhard Markson (Marco Polo, 1994)